# کردیتون
latitudeکردیتونlongitudeکردیتون
کردیتون (به انگلیسی: Crediton) یک منطقهٔ مسکونی در انگلستان است که در جنوب غربی انگلستان واقع شده‌است.

## خصوصیات
کردیتون ۶٬۸۳۷ نفر جمعیت دارد.